# ジュヴェ

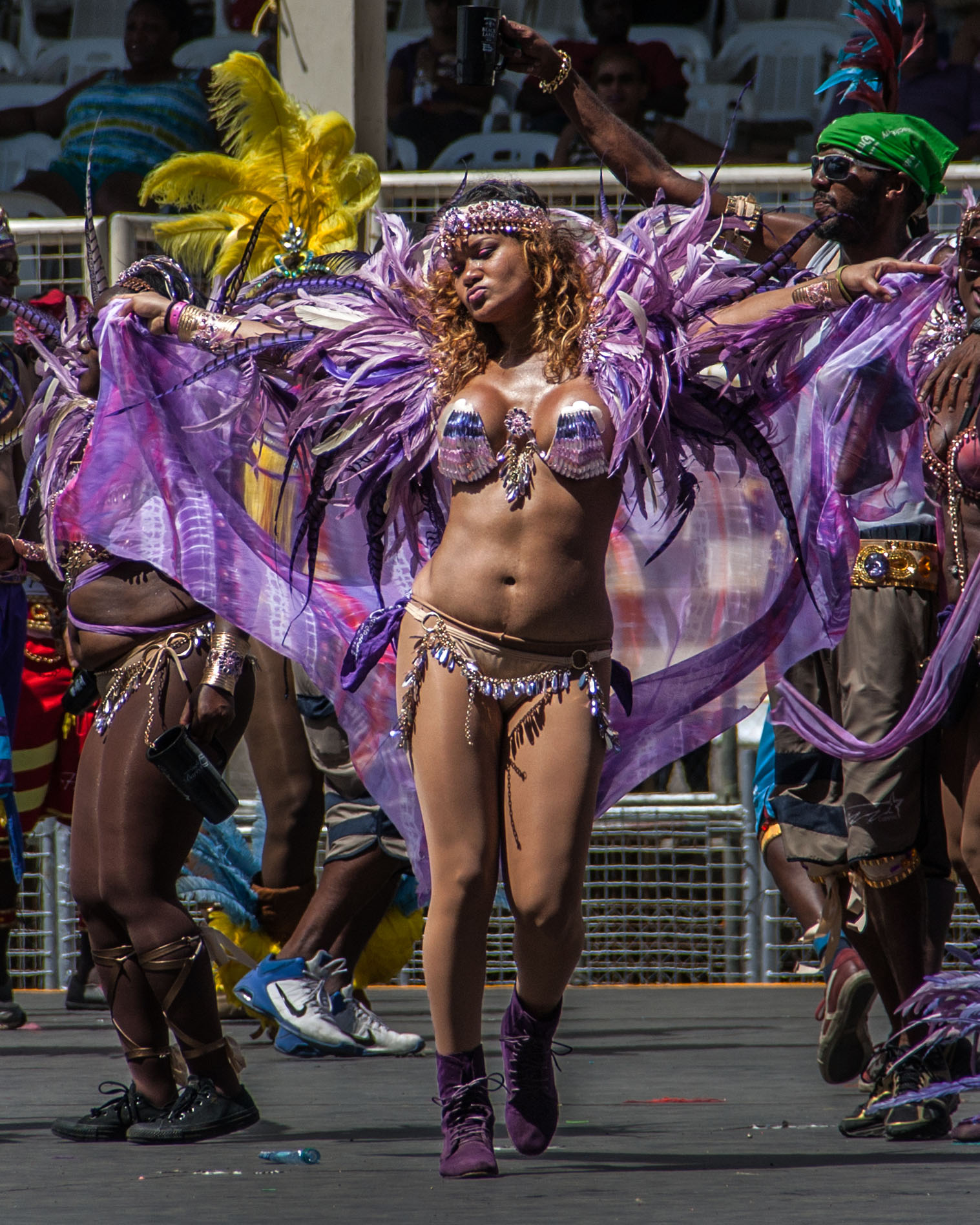
トリニダード・トバゴのジュヴェ（2015年）

ジュヴェ (英語: J'ouvert) は、カリブ海地域のおもに小アンティル諸島諸国、特にトリニダード・トバゴで、カーニバルとして路上で行われる祭りである。

## 名称
小アンティル諸島クレオール言語（Antillean Creole）の「夜明け」を意味する jou ouvè （発音：[ʒuuvɛ]）の英語化から来ていると思われる。

## 概要
ジュヴェ祭りは多くのカリブ海諸国でカーニバルの時期（移動祝日なので毎年2-3月）に行われている。また、ジュヴェ祭りは他の国でも他の時期にも、特にカリブ海諸国からの移民が多い地域で行われている。
伝統的には、カリプソ／ソカのバンドの後を、人々が踊りながら町を練り歩く。祭りは夜明け前に始まり、日の出と共に最高潮に達する。
1783年、フランス人がカーニバルをトリニダードにもたらした。しかし、奴隷時代には奴隷たちがフランス人の仮面舞踏会に参加することは禁止されていたので、裏庭でそれをまねて人たちの伝統的な歌や民話を混ぜて行ったといわれる。
街頭で踊るのは、イギリス領土下の1838年奴隷解放の時に遡るといわれる。また、体に油やペンキを塗るのは、後のポートオブスペインでの騒乱に、顔が分からないようにしたともいわれている。

## ニューヨーク市のジュヴェ

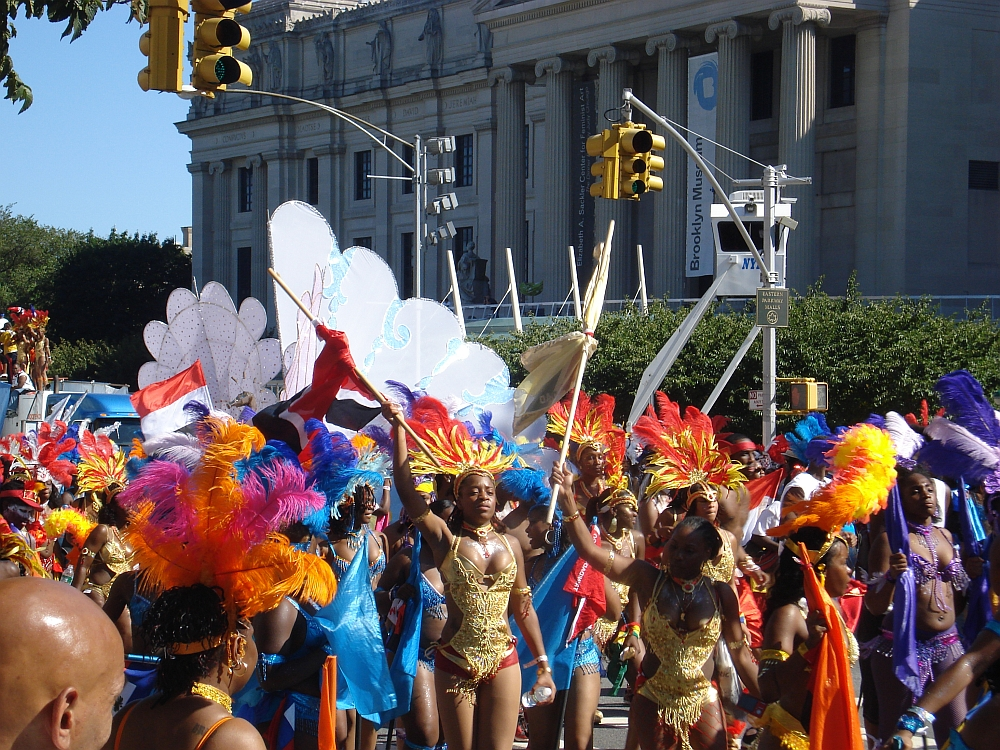
ニューヨーク市での西インド諸島パレード（2008年）

トリニダード・トバゴなどからの移民が多いニューヨーク市ブルックリン区では、毎年レーバーデー（9月最初の月曜日）の週末に、「西インド諸島の日パレード」 (West Indian Day Parade)
、別称：ジェヴェ・パレードが盛大に行なわれる。

## 参照項目
- トリニダード・カーニバル
- カーニバル